# Electro deathcore
Electro deathcore – podgatunek muzyki ekstremalnej będący połączeniem dwóch gatunków muzycznych: deathcore'u i electro.
Gatunek cechuje się wymieszaniem motywów elektrycznych z charakterystycznym dla deathcore'u stylem grania (m.in. breakdowny).
Za jeden z pierwszych utworów tego gatunku uznaje się EX zespołu Hanni Kohl z 2007 roku.
Zespoły wykonujące electro deathcore to m.in.: Hanni Kohl, Shemales From Outta Space Of Death, Commissioner, Take Back The Roman Empire, We Butter The Bread With Butter, The Browning, Wheat Ride.